# Konarskie (przystanek kolejowy)
Konarskie – nieczynny kolejowy przystanek osobowy we wsi Konarskie, w województwie wielkopolskim, w Polsce. Znajduje się tu 1 peron.